# Zamiovité
Zamiovité (Zamiaceae), česky též kejákovité, je čeleď rostlin z třídy cykasy. Čeleď zamiovité je dělena na dvě podčeledi obsahující 8 rodů a přibližně 150 druhů cykasů, rozšířených v tropických a subtropických oblastech Ameriky.

## Taxonomie
Zamiovité se od ostatních čeledí cykasů odlišují chybějící středovou žilou na lístcích, mají jen četné souběžné žilky.
Zde uváděná systemizace pochází z detailní kladistické analýzy Dennise Stevensona z roku 1990 upravené v roce 1992.
Čeleď: Zamiaceae
Podčeleď: Encephalartoideae
Tribus: Diooeae
Dioon. Typ: Dioon edule
Tribus: Encephalarteae
Podtribus: Encephalartinae
Encephalartos. Typ: Encephalartos friderici-guilielmi
Podtribus: Macrozamiinae
Macrozamia. Typ: Macrozamia riedlei
Lepidozamia. Typ: Lepidozamia peroffskyana
Podčeleď: Zamioideae
Tribus: Ceratozamieae
Ceratozamia. Typ: Ceratozamia mexicana
Tribus: Zamieae
Podtribus: Microcycadinae
Microcycas. Typ: Microcycas calocoma
Podtribus: Zamiinae
Chigua. Typ: Chigua restrepoi
Zamia. Typ: Zamia pumila

## Přehled rodů
Ceratozamia,
Chigua,
Dioon,
Zamia,
Lepidozamia,
Macrozamia,
Microcycas,
Encephalartos

## Etymologie

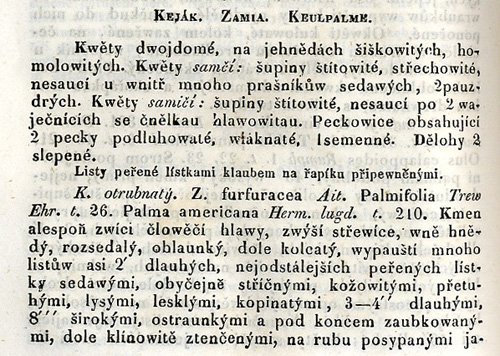
Wšeobecný rostlinopis J. S. Presla z roku 1842 stanovil české názvy rodu zamie

Vědecké jméno Zamia pochází z řečtiny, kde řecké slovo „azaniae“ označuje šišku borovice.
Ve starší literatuře lze nalézt původní české pojmenování „keják“ pro Zamia, odtud tedy „kejákovité“. Tento název označuje zhruba totéž jako latinský název: šišku na stonku, tedy „kyj“. Toto české jméno vzniklo v 19. století především díky úsilí J. S. Presla, jinak autora i známějších jmen jako např. bledule, kukuřice či kopretina. Prvním pojednáním o tomto rodu v češtině byl text ve Wšeobecném rostlinopise z roku 1846. Presl zde pojmenoval i tři z jedenácti rodů cykasů. Ve zmíněné knize byl pojmenován i první druhy z rodu Zamia – keják otrubnatý (Zamia furfuracea).